# 阿爾布雷希特六世 (梅克倫堡)
阿爾布雷希特六世（德語：Albrecht VI.，1438年—1483年4月27日），梅克倫堡公爵，1477年至1483年在位。
阿爾布雷希特是海因里希四世的長子。1477年海因里希四世去世，阿爾布雷希特與弟弟馬格努斯二世共治。1483年阿爾布雷希特去世，梅克倫堡由馬格努斯二世控制。